# Oskar Pastior
Oskar Pastior (ur. 20 października 1927 w Sybinie, zm. 4 października 2006 we Frankfurcie nad Menem) – rumuńsko-niemiecki poeta i tłumacz.

## Życiorys
Oskar Pastior urodził się jako członek mniejszości niemieckiej Sasów Siedmiogrodzkich. Jego ojciec był nauczycielem sztuki. W latach 1938 do 1944 uczęszczał do gimnazjum w Sybinie. W styczniu 1945 został deportowany, wraz z innymi rumuńskimi Niemcami, do obozu pracy w ZSRR. Dopiero w 1949 mógł wrócić do Rumunii, gdzie utrzymywał się z pracy dorywczych. W czasie trzyletniej służby w rumuńskiej armii, dzięki kursom udało mu się zdać maturę. Następnie pracował w firmie budowlanej. Od 1955 do 1960 studiował germanistykę na Uniwersytecie Bukareszteńskim.
W 1960 został redaktorem w niemieckojęzycznym dziale zagranicznym rumuńskiej rozgłośni radiowej.
W 1968 wykorzystując studencki pobyt w Wiedniu wyemigrował na zachód, udał się do Monachium, a następnie do Berlina Zachodniego, gdzie od 1969 żył jako wolny pisarz i tłumacz. Tłumaczył dzieła m.in. Wielimira Chlebnikowa i Tristana Tzara.
W 1984 został członkiem Akademii Sztuki w Berlinie, w 1989 Niemieckiej Akademii Języka i Poezji, a w 1993 wstąpił do eksperymentalnej grupy literackiej OuLiPo.
Od 2007 w Sybinie odbywa się międzynarodowy festiwal poezji Oskar Pastior. Udział wzięli w nim m.in. Inger Christensen, Urs Allemann, Herta Müller, Oswald Egger und Jean Daive.
Spuścizna po poecie znajduje się w Niemieckim Archiwum Literatury w Marbach, ponadto część zbioru znajduje się w Muzeum Literatury Współczesnej, w tymże mieście.
Poeta zmarł w 2006 w czasie Targów Książek we Frankfurcie nad Menem. Został pochowany na cmentarzu w dzielnicy Friedenau w Berlinie.

## Nagroda im. Oskara Pastiora
Nagroda jest przyznawana od 2010, co dwa lata, przez Fundację im. Oskara Pastiora. 28 maja 2010 otrzymał ją Oswald Egger, w 2014 Marcel Beyer, a w 2016 Anselm Glück.

## Wyróżnienia
- 1965 Nagroda literacka czasopisma Nowa Literatura w Bukareszcie
- 1967 Nagroda poetycka Rumuńskiego Stowarzyszenia Pisarzy
- 1969 Finansowa Nagroda Literacka im. Andreasa Gryphiusa
- 1980 Nagroda Literacka miasta Marburg i Powiatu Marburg-Biedenkopf
- 1981 Stypendium Villa Massimo
- 1988 Nagroda honorowa Federalnego Zrzeszenia Niemieckiego Przemysłu
- 1988 Słuchowisko Radiowe Miesiąca (Hörspiel des Monats)
- 1990 Nagroda Literacka im. Hugo Balla
- 1993 Nagroda Poetycka im. Ernsta Meistera
- 1997 Nagroda Poetycka im. Horsta Bienka
- 1999 Nagroda Poezji Europejskiej miasta Münster (wraz z Gellu Naum)
- 2000 Nagroda Literacka im. Waltera Hasenclevera
- 2001 Nagroda im. Petera Huchela dla niemieckojęzycznej poezji
- 2002 Nagroda im. Ericha Frieda
- 2006 Nagroda im. Georga Büchnera

## Dzieła
- Fludribusch im Pflanzenheim, Bukarest 1960.
- Offne Worte, Literaturverlag, Bukarest 1964.
- Ralph in Bukarest, Bukarest 1964.
- Gedichte, Jugendverlag, Bukarest 1965.
- Vom Sichersten ins Tausendste, Frankfurt am Main 1969.
- Gedichtgedichte, Luchterhand, Darmstadt 1973.
- Höricht, Verlag Klaus Ramm, Lichtenberg 1975.
- 33 Gedichte, Hanser, München 1983 (Bearbeitungen von Gedichten von Francesco Petrarca)
- Sonetburger, Rainer Verlag, Berlin 1983.
- Anagrammgedichte, Renner Verlag, München 1985.
- Ingwer und Jedoch, Göttingen 1985.
- Lesungen mit Tinnitus, Hanser, München 1986.
- Römischer Zeichenblock, Berlin 1986.
- Kopfnuß Januskopf, Hanser, München 1990.
- Neununddreißig Gimpelstifte, Rainer Verlag, Berlin 1990.
- Eine Scheibe Dingsbums, Ravensburg 1990.
- Feiggehege, Berlin 1991.
- Das Hören des Genitivs, München 1997.
- Come in to frower, Tokyo u. a. 1998 (zusammen mit Veronika Schäpers und Silke Schimpf)
- Werkausgabe, Hanser, München
- Bd. 2. „Jetzt kann man schreiben was man will!”, 2003.
- Bd. 3. „Minze Minze flaumiran Schpektrum”, 2004.
- Bd. 1. „…sage, du habest es rauschen gehört”, 2006.
- Bd. 4. „…was in der Mitte zu wachsen anfängt”, 2008.
- Gewichtete Gedichte. Chronologie der Materialien, Hombroich 2006.
- Speckturm. 12 × 5 Intonationen zu Gedichten von Charles Baudelaire, Urs Engeler Editor, Basel 2007

### Tłumaczenia
- Tudor Arghezi: Im Bienengrund, Bukarest 1963
- Tudor Arghezi: Schreibe, Feder…, Bukarest 1964.
- Tudor Arghezi: Von großen und kleinen Tieren, Bukarest 1966.
- Ștefan Bånulescu: Verspätetes Echo, Berlin 1984 (übersetzt zusammen mit Ernest Wichner)
- Lucian Blaga: Ausgewählte Gedichte, Bukarest 1967
- Mihai Eminescu: Der Prinz aus der Träne, Bukarest 1963
- Panaït Istrati: Kyra Kyralina. Die Disteln des Bărăgan, Bukarest 1963
- Wiel Kusters: Ein berühmter Trommler, München u. a. 1998 (verfasst zusammen mit Joep Bertrams)
- Wiel Kusters: Carbone notata, Berlin 1988.
- Gellu Naum: Oskar Pastior entdeckt Gellu Naum, Hamburg u. a. 2001
- Marin Sorescu: Aberglaube, Berlin 1974.
- Marin Sorescu: Der Fakir als Anfänger, München u. a. 1992.
- Marin Sorescu: Noah, ich will dir was sagen, Frankfurt am Main 1975.
- Gertrude Stein: Ein Buch mit Da hat der Topf ein Loch am Ende, Berlin 1987
- Gertrude Stein: Reread another, Basel u. a. 2004.
- Petre Stoica: Und nirgends ein Schiff aus Attika, Berlin 1977
- Tristan Tzara: Die frühen Gedichte, München 1984
- Urmuz: Das gesamte Werk, München 1976

### Tłumaczenia dzieł Oskara Pastiora

#### na język niderlandzki
Een Nederlandse titel, Amsterdam 1985, ISBN 90-214-7200-7.

#### na język angielski
- Poempoems, London 1998, ISBN 0-947757-37-6.
- Many glove compartments: selected poems, 2001, ISBN 1-886224-44-7.

#### na język rumuński
Versuri, 1968.
Jaluzele deschise, jaluzele închise, 2010, ISBN 978-973-124-294-1.

#### na język francuski
- Pétrarque, 33 poèmes, 1990, ISBN 2-905271-37-X.